# Lygaeoidea
Lygaeoidea é uma superfamília de insetos hemípteros da infraordem Pentatomomorpha.